# Định lý bảy đường tròn

Định lý Bảy đường tròn

Trong hình học phẳng, Định lý Bảy đường tròn được phát biểu như sau:
Cho một dãy sáu đường tròn được đánh số là {\displaystyle (O_{1}),(O_{2}),(O_{3}),(O_{4}),(O_{5}),(O_{6})} các đường tròn {\displaystyle (O_{i})} tiếp xúc với đường tròn {\displaystyle O_{i-1}} và {\displaystyle O_{i+1}} với {\displaystyle i=1,2,3,4,5,6} đường tròn {\displaystyle (O_{7})} trùng với đường tròn {\displaystyle (O_{1})} và đường tròn {\displaystyle (O_{0})} trùng với đường tròn {\displaystyle (O_{6})}. Tất cả các đường tròn này tiếp xúc với một đường tròn thứ bảy lần lượt tại {\displaystyle A_{1},A_{2},A_{3},A_{4},A_{5},A_{6}}. Khi đó các đường thẳng {\displaystyle A_{1}A_{4},A_{2}A_{5},A_{3}A_{6}} đồng quy.
Mặc dù đây là một định lý cơ bản trong tự nhiên nhưng mãi đến năm 1974 mới được phát hiện bởi Evelyn, Money-Coutts, and Tyrrell.